# Commanderie de Sainte-Eulalie-de-Cernon
La Commanderie templière et hospitalière de Sainte-Eulalie-de-Cernon ou Commanderie de Sainte-Eulalie-de-Cernon, dite parfois aussi Sainte-Eulalie de Larzac est une ancienne commanderie templière puis hospitalière située dans le département de l'Aveyron, au pied du plateau du Larzac à 20 kilomètres au sud-est de Millau.

## Historique
L'histoire des Templiers sur le Larzac débute en 1151 lorsque l'abbé de Saint-Guilhem-le-Désert, Raimond, fait don de l'église de Sainte-Eulalie.
Plusieurs donations importantes sont faites par les seigneurs locaux aux Templiers, mais la plus importante reste celle faite en 1159 par Raimond Bérenger, roi d'Aragon et comte de Barcelone. En effet, celui-ci leur fait don de la totalité du village de Sainte-Eulalie-de-Cernon ainsi que d'une grande partie du Larzac par l'entremise du commandeur de Rouergue, Élie de Montbrun. Cette donation s'accompagne d'un droit de construction pour des villages et des forteresses.
À partir de 1159, les Templiers vont donc commencer à rebâtir l'église puis  construire les bâtiments de la commanderie.
En 1307, lors de la chute de l'ordre du Temple, les chevaliers et hommes d'armes de Rouergue sont arrêtés et emprisonnés dans le château de Najac.
Lorsqu'en 1312, tous les biens de l'Ordre sont donnés aux Hospitaliers de l'ordre de Saint-Jean de Jérusalem, ceux-ci entreprirent notamment de reconstruire le bâtiment communautaire et de construire la première chapelle de l'église. En 1317, le pape Jean XXII décide de scinder le diocèse de Rodez en créant le diocèse de Vabres dont faisait partie Sainte-Eulalie.
Au XVe siècle, des suites de l'insécurité liée à la guerre de Cent Ans, les Hospitaliers vont faire ériger l'enceinte fortifiée autour du village.

## Commandeurs templiers
Les sources divergent sur les premiers commandeurs de cette maison. Antoine du Bourg considérait qu'avant le XIIIe siècle, les dignitaires désignés comme maîtres en Rouergue étaient commandeurs de Sainte-Eulalie. Émile-Guillaume Léonard, qui publia une liste plus affinée en 1930 n'a pas repris ce point de vue. Dans cette liste ne figurent que les noms et les périodes où ces dignitaires sont nommément désignés comme commandeurs de Sainte-Eulalie avec en commentaires, le cas échéant, les périodes où ils portent le titre de maître en Rouergue - maîtres dans le diocèse de Rodez. Attention au fait que quand le commandeur de baillie était présent dans une commanderie, il actait en lieu et place du commandeur de cette maison mais il n'en était pas le commandeur pour autant. On notera également que les titulatures ont évolué, initialement on trouve le titre de maître de Sainte-Eulalie puis commandeur-précepteur à partir de Bego de Savarzac en 1176.
Cette liste est établie à partir de celle de monsieur Léonard, complétée par des publications plus récentes le cas échéant.
| Commandeur                                                           | Période          | Commentaires |
| -------------------------------------------------------------------- | ---------------- | --- |
| fr. Étienne de Malleville                                            | 1166             | (la): Stephanus de Malavilla. Maître en Rouergue en 1161 |
| fr. Bertrand Galqueir                                                | 1171-1172        | Bertrandus Galqueir. |
| fr. Elie de Montbrun                                                 | 1173             | Helias de Montebruno, Élias de Monbru. Maître en Rouergue (1150, 1168-1172), maître dans le diocèse de Rodez (1158, 1164) |
| fr. Bégon de Sarbazac                                                | 1176             | Bego de Sarvazac, Maître en Rouergue (1175-1176) |
| fr. Bernard Eschafredi                                               | 1178-1179        | Bernardus Eschafredi |
| fr. Guillaume de Castain                                             | 1179             | Guillelmus de Castain |
| fr. Galy de Montalt                                                  | 1180             | Gallinus de Montalt, « magister et gubernator domus S. E » (1180), maître dans le diocèse de Rodez (1177), maître en Rouerge (1176-1177) |
| fr. Guilhem Arnaud (Guillelmus Arnaldi)                              | c. 1200          | Puis commandeur de Pézenas (1204-1208) |
| fr. Guillaume de Sonnac (Wilielmus de Sonayo)                        | c. 1230          | Maître de la province d'Aquitaine à partir de 1236 puis maître de l'ordre en 1247. |
| fr. Pierre de Campfayet (Petrus de Campofayeto)                      | 1241 1247 - 1255 | ... |
| fr. Pierre Raymond de Salasc (Petrus Raimundi de Salcis)             | 1258 - 1266      | |
| fr. Hugues de Sances / de Santhes (Hugo de Santes)                   | 1267 - 1269      | [Commandeur de la baillie] Mentionné entre 1291 et 1296 d'après l'interrogatoire en 1311 du frère sergent Durand Passerion, dernier commandeur de La Clau au diocèse de Rodez., Sous-commandeur de La Capelle-Livron (1259) Commandeur de Clermont-d'Hérault (1269), de La Capelle-Livron (1272-1278, 1280-1286), de Roaix (1284) |
| fr. Pierre Raymond de Salasc (Petrus Raimundi de Salas ; de Salciis) | 1273 - 1276      | [Commandeur de la baillie de Sainte-Eulalie] Commandeur de Sainte-Eulalie et de Clermont-l'Hérault (1276) Mentionné également vers 1289 d'après l'interrogatoire du dernier commandeur de la Cavalerie, frère Pierre Gossan., |
| fr. Frédol de Laissian (Fredolus de Alissano (de Laissa))            | 1276 - 1278      | |
| fr. Raimon d'Uzès-Posquières                                         | 1280,            | Raymond de Posquières (R. de Posqueiras, Raimundus de Posqueria, de Posqueriis, de Posquieiras) Frère de la commanderie d'Avignon (1263), frère chevalier présent à Arles (1264) Commandeur de La Selve (1267-1279 ), de Douzens (1278)                                                                                           |
| fr. Guillaume Hugolin (Guillelmus Hugolini)                          | 1281             | |
| fr. Frédol de Laissian (Fredolus de Alissano (de Laissa))            | 1284             | |
| fr. Guigues Adhémar (Guigonis Ademari)                               | ? - 1293         | Devient maître de la province de Provence en 1293, |
| fr. Bernard Guinebaud (Bernardo Ginebaudi)                           | 1303             | Trudon des Ormes, vol. 7, p. 567 |

## Commandeurs hospitaliers
- Astorg de Caylus (1349-1357)[14], fut également prieur de Navarre (1372-1377)[3].
- Jean de Bernuy Villeneuve (milieu du XVIIe siècle)[15].

## Description
Sainte Eulalie présente deux ensembles fortifiés distincts mais accolés : les remparts entourant le village, construits au XVe siècle par les Hospitaliers et la commanderie (en partie reprise au XIVe siècle par ces derniers) en forme de quadrilatère fortifié sur l'extérieur qui comprend des bâtiments agricoles, l'église et le bâtiment communautaire avec au centre une cour intérieure. La commanderie comprend alors le château cité en 1249, des bâtiments dévolus à l'activité agricole : écuries, basse-cour, tour grenier des Quarantes et bergerie. Le château ou palais était divisé en « palais haut » avec le dortoir des moines et en « palais bas » avec la grande salle de la commanderie à usage de réfectoire et de lieu de réunion du chapitre. Cette grande salle a été dédoublée en hauteur  et de la cloisonnée dans sa longueur par le commandeur Jean de Bernuy Villeneuve au XVIIe siècle. Elle accueille de nos jours des manifestations et expositions diverses. Sur les murs, ont peux voir une peinture du XVIIIe siècle.

### L'Église
Elle a été reconstruite par les templiers lorsqu'ils se sont installés à Sainte-Eulalie au XIIe siècle. Elle est d'une construction sobre à simple nef, composée de quatre travées et d'une abside semi-circulaire voûtée en cul de four, orientée vers l'Est.
Toutes les chapelles latérales actuelles datent du XIXe siècle, à l'exception de la première sur la droite en entrant qui date du XIVe.
Sa particularité est son entrée qui a été percée tardivement, en 1641, dans le chevet d'origine par le commandeur Jean de Bernuy Villeneuve. Il inverse le sens de l'église permettant ainsi son accès direct par la place et non plus par la cour intérieure de la commanderie.

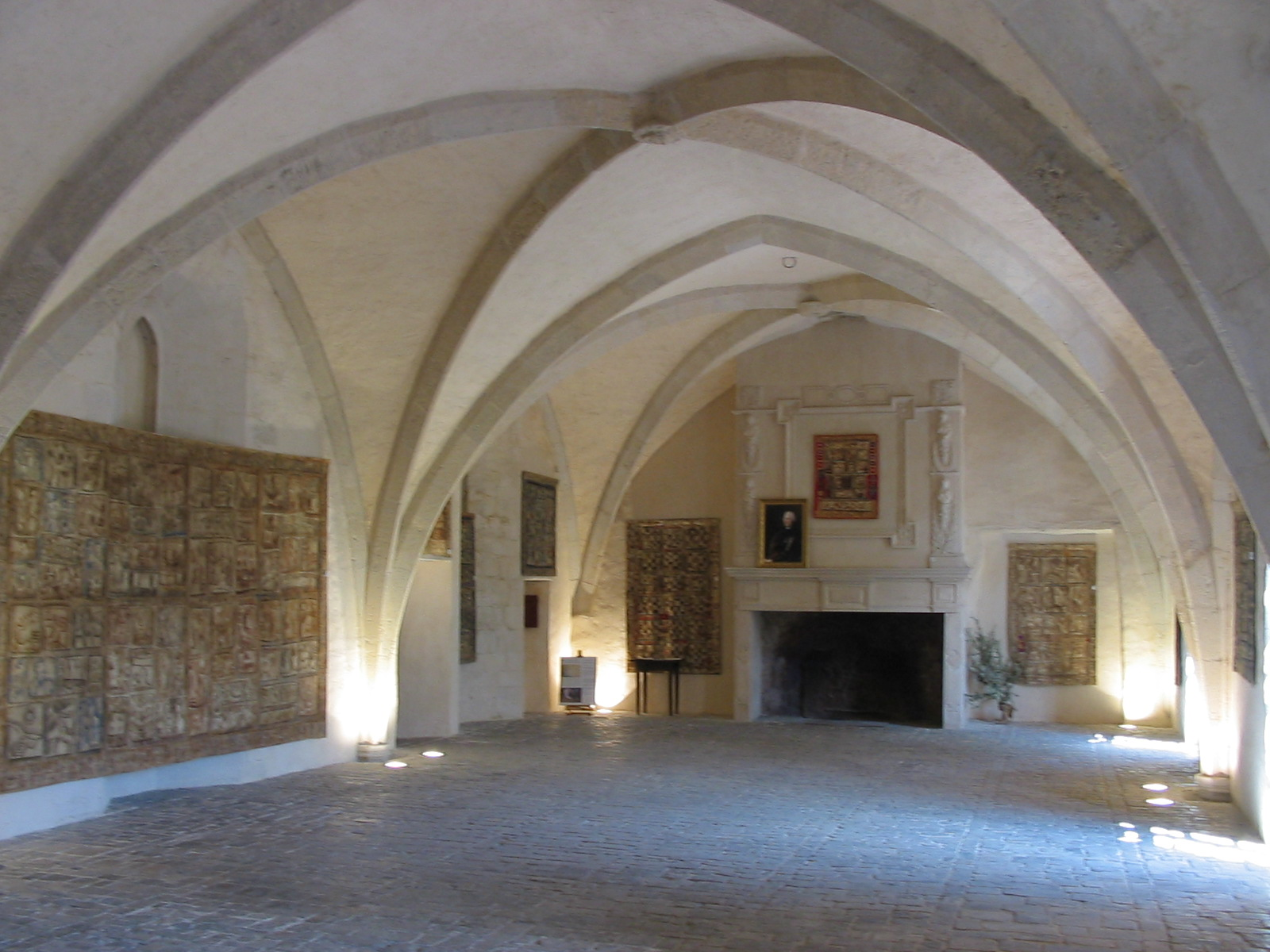
Salle d'honneur de la commanderie.
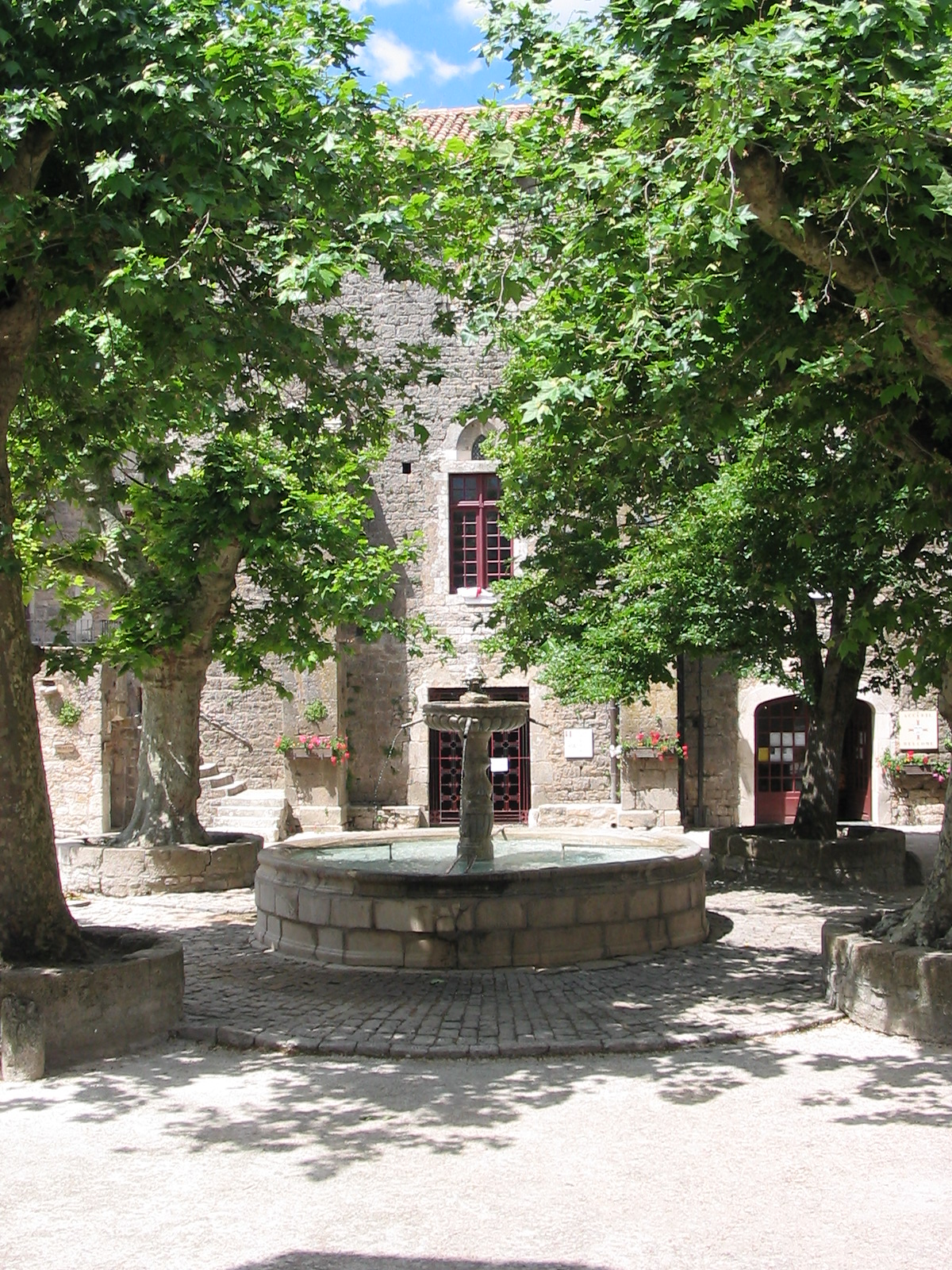
Place de la fontaine de Sainte-Eulalie-de-Cernon.
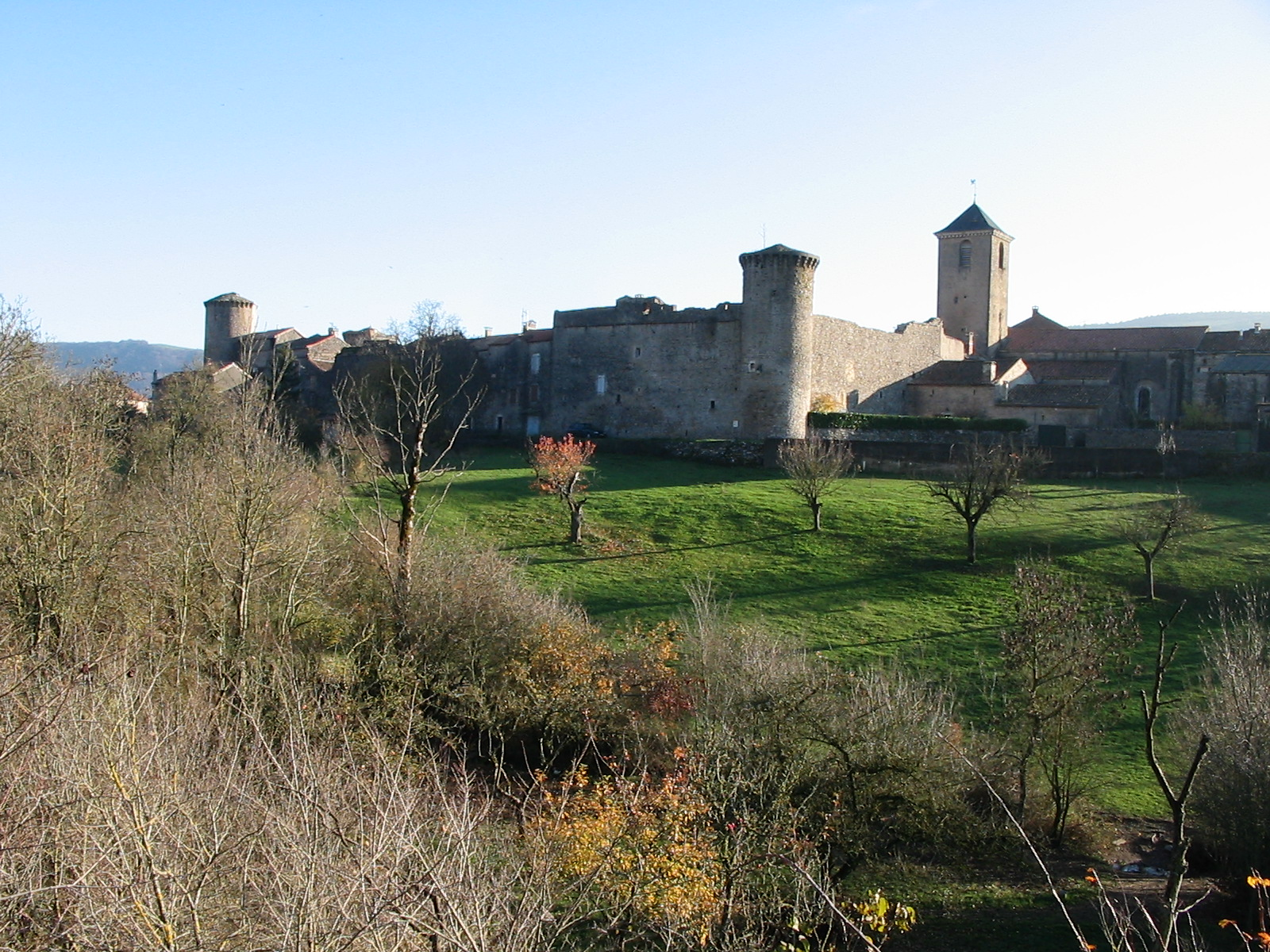
Vue du rempart nord de l'enceinte fortifiée hospitalière du XVe siècle autour du village.